# Alvaro Quiros
Alvaro Quiros (Guadiaro, 21 januari 1983) is een Spaanse golfprofessional.

## Amateur
Alvaro Quiros groeide op in een bescheiden huisje bij de golfbaan van Valderrama op Sotogrande, waar zijn vader tuinman is. 

#### Gewonnen
- 2004: Biarritz Cup

#### Teams
- Eisenhower Trophy (namens Spanje): 2004

## Professional
Quiros heeft in de top 30 van de wereldranglijst gestaan.
Zijn eerste seizoen op de Europese Tour (ET) was in 2007. Het begon met een mooie overwinning, maar daarna liep hij tijdens het Open de España een polsblessure op en moest vijf maanden rust houden.
Via de Challenge Tour (CT) ranking kwam hij in een lage categorie op de Europese Tour, maar verbeterde die positie op de Tourschool. 
In 2009 wint hij de Qatar Masters met een score van -19, met drie slagen voorsprong op Henrik Stenson en Louis Oosthuizen.
 In 2010 wint hij op eigen bodem het Spaans Open na 1 hole play-off tegen James Morrison. Hij is kandidaat voor het volgende Ryder Cup team, maar in de maanden die volgen wordt hij weer van de lijst afgehaald.
In februari 2011 speelt hij zijn 100ste toernooi op de Europese Tour in Dubai en wint de Dubai Desert Classic met een score van -11.
Zijn coach is José Rivero, de voormalige tour- en Ryder Cup speler.

#### Gewonnen

##### Nationaal
- 2006: Seville Open

##### Challenge Tour
- 2006: Morson International Pro-Am Challenge

##### Europese Tour
- 2007: Alfred Dunhill Kampioenschap
- 2008: Portugal Masters
- 2009: Qatar Masters
- 2010: Open de España
- 2011: Omega Dubai Desert Classic, World Tour Championship in Dubai

#### Teams
- Seve Trophy: 2009